# Elezioni presidenziali in Artsakh
Le elezioni presidenziali in Artsakh (fino al 2017 denominata repubblica del Nagorno Karabakh) si tengono nella repubblica de facto, autoproclamatasi indipendente nel 1991, a partire dal 1996.
La consultazione consente di eleggere il presidente della repubblica che esercita la sua funzione per un mandato di cinque anni e non può ricoprire l'incarico per più di due volte.

## Storia
Fino al 1996 la carica di presidente della repubblica coincideva con quella del presidente dell'Assemblea nazionale. L'anno successivo, a seguito delle dimissioni del presidente eletto Robert Kocharyan, i cittadini ritornarono alle urne e da quella elezione in poi venne rispettata la cadenza quinquennale. Nel 2017, il presidente della repubblica venne indicato dai deputati dell'Assemblea nazionale e in tale circostanza fu riconfermato l'uscente Bako Sahakyan (teoricamente non più rieleggibile in quanto aveva esaurito i due mandati) al quale venne affidato un incarico transitorio per allineare cronologicamente le elezioni presidenziali a quelle politiche, giusta la riforma costituzionale del 2017 convalidata dal referendum di febbraio.
Pertanto nel 2020 sono state tenute le prime elezioni generali che hanno visto l'abbinamento delle elezioni parlamentari con quelle presidenziali.

## Lista delle elezioni presidenziali
|   | Anno di elezione  | Presidente eletto  |
| - | ----------------- | ------------------ |
| 1 | Elezioni del 1996 | Robert Kocharyan   |
| 2 | Elezioni del 1997 | Arkady Ghukasyan   |
| 3 | Elezioni del 2002 | Arkady Ghukasyan   |
| 4 | Elezioni del 2007 | Bako Sahakyan      |
| 5 | Elezioni del 2012 | Bako Sahakyan      |
| 6 | Elezioni del 2017 | Bako Sahakyan      |
| 7 | Elezioni del 2020 | Arayik Harutyunyan |